# Ubah Ali
Ubah Ali (Burao, 1996) es una activista social y feminista de somalilandesa que hace campaña contra la mutilación genital femenina. En 2020, la BBC la incluyó como una de las 100 mujeres más influyentes del mundo.

## Trayectoria
Ali nació en 1996 en Burao, en la región de Toghdeer en Somalilandia. De origen humilde, su madre la animó a estudiar y a solicitar becas. Estudió en la Escuela de Ciencia y Tecnología Abaarso desde 2011 hasta 2015. En 2016 se graduó en la Miss Hall´s School. En 2019, estudiaba una licenciatura en Política y Derechos Humanos en la Universidad Americana de Beirut. En ese periodo, también impartió clases particulares a personas refugiadas sirias.
En 2015, cuando tenía 18 años, fundó una organización llamada Rajo: Hope for Somaliland Community con el objetivo de brindar oportunidades educativas a huérfanos y estudiantes desfavorecidos de Somalilandia. Entre 2012 y 2015 fue tutora en el Centro de Orfanato de Hargeisa, donde dio clases particulares. En 2015 también recaudó fondos para comunidades de Somalilandia afectadas por la sequía.
En 2020, Ali se hizo conocida gracias a su campaña contra la mutilación genital femenina (MGF) en Somalilandia. En 2018 fundó la Fundación Solace for Somaliland Girls, cuyo objetivo es poner fin a esta práctica a través de campañas de educación y sensibilización. Como resultado, el grupo estableció el primer grupo contra la mutilación genital femenina en Somalilandia. Mientras que muchos somalíes asocian la mutilación genital femenina con la Sharia, Ali, junto con los médicos y un número creciente de líderes religiosos, creen que se trata de un fenómeno cultural que puede modificarse.  Ali, al igual que sus tres hermanas, son sobrevivientes de la mutilación genital femenina.

## Reconocimientos
Fue la ganadora del Resolution Project 2018-2019. Al año siguiente fue nombrada Voluntaria del año 2019 en la Universidad Americana de Beirut. En 2020, Ubah Ali formó parte de la lista de la BBC de las 100 mujeres más influyentes del mundo.